# Svätý Jur
Svätý Jur (w latach 1960–1990 Jur pri Bratislave, niem. Sankt Georgen, węg. Szentgyörgy) – stare, winiarskie miasteczko w zachodniej Słowacji w kraju bratysławskim. W 2011 roku liczyło 5141 mieszkańców.

## Położenie
Leży ok. 14 km na północny wschód od Bratysławy, na zachodnim skraju Niziny Naddunajskiej, u wschodnich podnóży pasma Małych Karpat. Jego zabudowa częściowo rozkłada się na starym stożku napływowym u wylotu doliny Jurskiego Potoku (słow. Jurský potok), częściowo zaś wspina się na stoki tego pasma górskiego, w tym zwłaszcza w obrębie wspomnianej doliny. Wyższą część stoków, aż po 280–300 m n.p.m., zajmują rozległe winnice, z których słynie miasto.

## Historia
Tereny miasta zamieszkane były od czasów prehistorycznych. Nad osiedlem Neštich, w górze doliny Jurskiego Potoku, znajduje się tzw. Jurské hradisko (pol. Jurskie Grodzisko), osiedlone w epoce halsztackiej, a następnie we wczesnym średniowieczu, w czasach Wielkiej Morawy. Samo miasto wspominane było po raz pierwszy w 1209 r. jako osada z prawem targowym, leżąca przy tradycyjnym szlaku handlowym, biegnącym z Bratysławy podnóżami Małych Karpat w górę doliny Wagu. Już od średniowiecza mieszkańcy zajmowali się uprawą winnej latorośli. Miejscowe winnice wspominane były już w roku 1270. Z czasem „winogrodnictwo” i produkcja wina stały się ich głównym zajęciem. Z czasem Święty Jur stał się szlacheckim „prywatnym” miasteczkiem. W 1647 r. uzyskał status wolnego miasta królewskiego z obowiązkiem corocznego odstawiania na węgierski dwór królewski 400 beczek (ok. 22 tys. litrów) dobrego wina. Uzyskał herb, w którym widnieje Św. Jerzy w klasycznej pozie - na koniu, przebijający włócznią smoka.
W latach 1603–1654 miasto zostało otoczone murami obronnymi. Pomimo to w 1663 r. Turcy je zdobyli i spalili, a część mieszkańców uprowadzili w jasyr. Z kolei na początku XVIII w. spustoszyły je oddziały kuruców Jerzego II rakoczego. Tym niemniej po każdej z tych klęsk miasto szybko się podźwigało. Poza uprawą winorośli mieszkańcy zajmowali się różnymi rzemiosłami – cechy rzemieślnicze funkcjonowały w mieście od XVI w. Siłą napędową rozwoju miasta były także miejscowe targi i jarmarki. W XIX w. przez Święty Jur wiodła pierwsza kolej, w której powozy ciągnęły jeszcze po szynach konie.

## Zamek Biely Kameň
Zamek Biely Kameň (pol. Biały Kamień) wybudowany został w XIII w.; siedzibą państwa świętojurskiego był do początków XVII w. Położony nad miastem w łańcuchu górskim Małe Karpaty.

## Wartości przyrodnicze
W granicach miasta, na nizinnym terenie na południowy wschód od centrum zabudowy, znajduje się rozległy rezerwat przyrody Šúr, zaś w górach, na zachód od centrum miasta, leży drugi rezerwat przyrody – Jurské jazero.